# マイクロソフトリサーチ日本情報学研究賞
マイクロソフトリサーチ日本情報学研究賞（マイクロソフトリサーチにほんじょうほうがくけんきゅうしょう、英: MSR Japan New Faculty Award、略称: MSR日本情報学研究賞）は、マイクロソフトリサーチが、次世代を代表する日本の若手研究者への支援・育成に貢献することを目的に、2009年に創設した賞。
受賞対象者は、情報学において顕著な功績を挙げた日本国内の大学および公的研究機関に所属する博士号取得後10年以内の若手研究者。受賞者にはそれぞれ賞金100万円が授与された。

## 受賞者
- 第1回（2009年） - 五十嵐淳、神谷年洋[6]
- 第2回（2010年） - 住井英二郎、宮尾祐介
- 第3回（2011年） - 佐藤いまり、渋谷哲朗[7]
- 第4回（2012年） - 三谷純、鹿島久嗣[8]